# Fabio Calvo
Marco Fabio Calvo (Ravenna, 1450 circa – Roma, 1527) è stato un filologo italiano.

## Biografia
Umanista dai vasti interessi che spaziavano dalla letteratura alla medicina, passando per la numismatica, fu collaboratore ed amico di Raffaello dal quale fu incaricato della traduzione del trattato vitruviano De architectura della quale rimangono due redazioni manoscritte conservate alla Bayerische Staatsbibliothek di Monaco, una delle quali contiene annotazioni di mano di Raffaello e riporta la seguente intestazione: «...tradocto di latino in lingua e sermone proprio e volgare da Messere Fabio Calvo ravennate, in Roma in casa di Raphaello di Giovan de Sancte da Urbino e a sua instantia...».
Tale traduzione, rimasta inedita, è una delle prime, preceduta da quella di Francesco di Giorgio Martini ma probabilmente precedente a quella curata da Cesare Cesariano che fu pubblicata nel 1521.
L'opera, redatta intorno al 1514, doveva servire come guida per lo studio sistematico degli antichi edifici romani intrapreso da un gruppo di studiosi capeggiati da Raffaello di cui faceva parte lo stesso Fabio Calvo e Andrea Fulvio e che doveva portare ad una vera pianta archeologica della città, distinta nelle varie epoche della storia romana. Probabile una supervisione all'impresa da parte dell'anziano fra' Giocondo, editore nel 1511, della prima edizione illustrata del De Architectura, giunto a Roma proprio in quel periodo per collaborare con Raffaello al cantiere di San Pietro.
L'impresa fu interrotta dopo la morte dell'artista urbinate ma nel 1527 Fabio Calvo pubblicò un'opera intitolata Antiquae Urbis Romae cum regionibus simulachrum che richiama le ricerche di Raffaello, sia pure con un apparato iconografico inadeguato e che comprendeva piante dell'antica Roma piuttosto ingenue. Tutte le copie dell'opera andarono  perse nel Sacco di Roma del 1527  di cui fu vittima lo stesso Fabio Calvo sequestrato e malmenato dai soldati, dopo di che, già anziano e di salute malferma, morì poco dopo.
L'Antiquae Urbis Romae cum regionibus simulachrum fu ristampato nel 1532 a cura del nipote.